# 백마고지 전투
백마고지 전투(白馬高地戰鬪)는 6.25 전쟁 당시인 1952년 10월 6일 ~ 10월 15일까지 백마고지에서 한국군과 미군이 중국인민지원군과 싸워 승리한 전투이다.

## 배경
당시 강원도 철원 서북방에 위치한 395고지는 광활한 철원평야 일대와 서울로 통하는 국군의 주요보급로를 장악할 수 있는 군사지정학상 요지가 되어 중공군과 국군의 치열한 전투가 재개되었다.
당시 제9보병사단은 춘천 및 홍천 전투에서 북한군 전차 부대를 물리쳤던 김종오 소장의 지휘하에 1952년 9월 중순부터 철의 삼각 지대를 이루는 강원도 철원에 투입되어 395고지를 기점으로 우측 중강리까지 11km에 이르는 철원 평야를 방어하고 있었다.
이때 제9보병사단 정면으로 포진한 중공군 제38군 예하 113, 114 보병사단의 예비 부대로 제112보병사단이 후방에 대기 중이었다.
이를 간파한 김종오 소장은 1952년 9월 22일 좌측 전방의 395고지에 임익순 대령의 제30보병연대, 우측 전방에는 김봉철 대령의 제29보병연대를 전개시키고 이주일 대령의 제28보병연대를 예비 부대로 하여 유사시 양 연대를 지원하도록 하였다. 또한 유사시를 대비해 전부일 대령의 제51보병연대를 대대 단위로 분산시켜 평야 일대에 위치한 취약한 주저항선 방어를 강화하였다.

## 전투 과정
10월 6일 저녁 중국인민지원군 대장 장융후이는 제38군단 6개 연대의 지원부대병력 등 총병력 4만 4,056명과 각종포 55문의 지원을 받으며, 일제히 봉래호의 제방을 폭파시켜 역곡천을 범람시킴으로써 국군을 기습 공격했다.
이로 인해 제3대대가 증원 병력을 투입하는 데 차질을 빚어 중공군이 395고지로 맹렬히 돌격했고 제30보병연대 1대대장 김영선 소령의 휘하 군대와 3차례나 전투를 치렀으나 고지를 점령하지 못하고 퇴각했다.
그러나 10월 7일 중공군은 다시 제4차 공세를 감행해 2개 대대로 1대의 전초 기지를 포위해 지속적으로 보병 돌격과 지원 포격을 감행해 395고지를 함락시키는 데 성공했다. 이에 이주일 대령의 제28보병연대가 투입되어 2시간에 걸친 전투 끝에 395고지를 탈환했다.
전선이 교착 상태에 빠지자 10월 8일 중공군 제38군 예비 연대를 투입해 제5차 공세를 가해 오전 8시 다시 395고지 정상을 점령했으나 최창용 중령의 제28보병연대 제3대대가 반격하여 23시에 고지를 다시 탈환했다.
불과 3일 동안 5차례에 걸친 공방전으로 중공군 제38군 113, 114보병사단의 피해가 심각했으나 제28보병연대는 물론 제30보병연대도 재편성이 불가능할 정도로 심각할 피해를 입어 김종오 소장은 제29보병연대의 투입을 검토한다.
10월 9일 다시 중공군이 제6차 공세를 펼쳐 제30보병연대는 전력이 바닥나 3시간 만에 고지 정상과 우측 능성을 내주고 후퇴하지만 김봉철 대령의 제29보병연대가 투입되어 역습을 감행해 고지를 다시 탈환했다.
그러자 중공군 제38군 사령부는 제112보병사단의 연대까지 동원해 10월 10일 대규모 인해 전술을 펼치고 제9보병사단의 잔병들도 참호로 뛰어들어 백병전을 펼쳤다.
이날 3차례의 함락과 탈환의 과정을 거쳐 마침내 중공군이 최종적으로 고지를 장악했으나 10월 11일 오전 이대철 소령의 제29보병연대 1대대가 김경진 소령의 2대대 병력을 증원받아 고지를 탈환시키는 데 성공했다. 김경진 소령은 전투 과정에서 박격포탄을 맞아 전사했다.
이후에도 전투는 4일 동안 계속되어 10월 15일 새벽 제28보병연대는 기습을 감행해 395고지를 완전히 장악하고 제29보병연대도 고지 북방의 전초 기지를 탈환해 중공군을 완전히 몰아냄으로써 전투는 종결되었다.

## 결과 및 영향

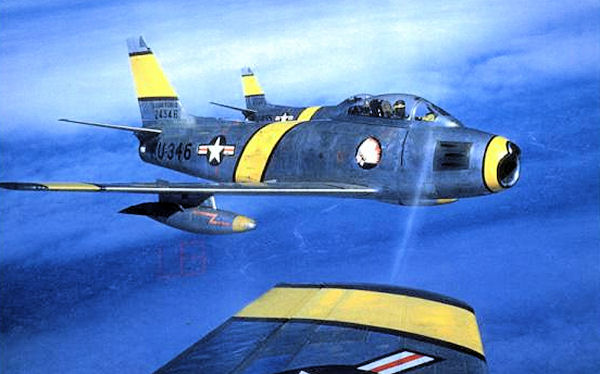
한국전쟁에 참전 중인 제5공군의 F-86 세이버 전투기

이 10일 동안 12차례의 공방전으로 백마 고지는 황폐화되었고 중공군은 1만 명, 국군은 3500명의 사상자를 냈다. 제38군은 사실상 전투력을 상실해 재정비에 착수했고 제9보병사단도 혹심한 손실을 입어 재편성이 필요했다. 또한 이 전투에서 국군은 21만 9954발, 중공군은 5만 5000발, 총 27만 4954발의 포탄을 쏟아부었다고 한다.
이 전투에서도 강승우 중위, 안영권 하사, 오규봉 하사, 김경진 소령, 이성덕(1929년 1월~1952년 10월) 소위, 김광수 대위 등 많은 인물들도 전사하였다   .
전투 기간 동안 미 공군이 주간 669회, 야간 76회의 출격 기록을 세우며 중공군을 폭격했다. 백마고지 전투에서 제5공군은 745회 출격했다. 네이팜탄 358발을 포함해 폭탄 2700발을 백마고지에 투하했다. 중공군 제38군은 3개 보병사단 9개 연대 중 7개 연대에 걸쳐 1만 명을 잃게되었다. 특히 이번 전투에서 잃은 군대가 정예병이라 차후 신병이 보충되더라도 숙련을 하는데 많은 시간이 걸려 막대한 피해를 입었다.

## 명칭 유래
백마고지는 원래 무명의 395고지였으며 현재의 백마고지로 불리게 된 유래에 대해서 공식적으로 확정된 유래는 없지만 두가지 유력한 유래는
다음과 같다.
- 첫번째는 치열한 공방전으로 인한 엄청난 포격으로 인해 나무가 모두 쓰러지고 산등성이가 허옇게 벗겨져 하늘에서 내려다보면 마치 백마가 누워 있는 것처럼 보여 백마고지라는 명칭이 생겼다는 설이다.[1][2]
- 두번째는 백마고지의 야간 전투시 백마고지를 뒤덮은 수많은 낙하산 조명탄들이 터져서 내려오는 하얀 섬광을 영국 외신기자가 영국 옥스퍼드셔주의 벅셔 다운즈에 있는 Whitehorse Hill과 모양이 비슷한다고 생각하여 이를 사용했고 AP통신사, INS통신사 등을 통해 'White Horse Hill'라는 명칭을 사용한 기사가 전세계로 타전되었다. 그리하여 'Los Angeles Times', 'Monroe Morning World' 등 미국 신문사들이 10월 7일자 기사부터 'White Horse Hill'라는 명칭이 들어간 기사들을 재배포하면서 공식적인 명칭에 이르렀다.[3][4]

한편 국내언론에서는 1952년 10월 8일 이전에는 '백마고지'라는 명칭을 사용하지 않고 '395고지 수색전', '395고지 전초전' 등으로 표기되었고 10월 8일부터 백마고지라는 명칭을 사용했지만 이 기사 역시도 AP통신사발 기사이다.

## 갤러리

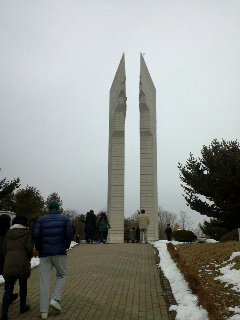
백마고지 전승비
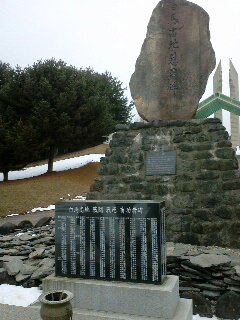
백마고지 위령비
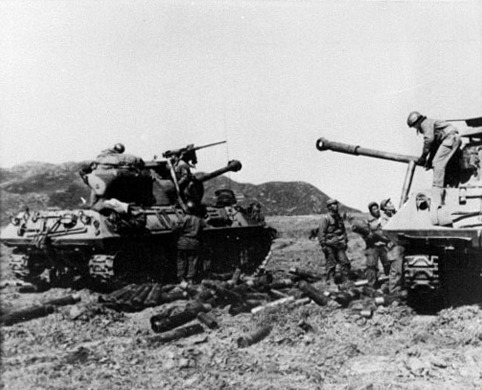
백마고지 전투 당시 국군9사단 53탱크대대의 모습
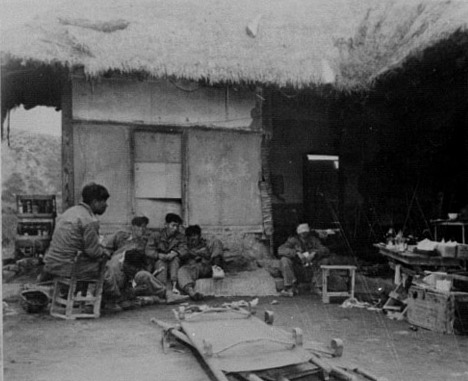
백마고지 전투에서 중공군과 교전중 부상한 국군이 민가에 급조된 전방병무대에서 치료를 받고 있다.

## 같이 보기
- 제9보병사단
- 화살머리고지 전투

## 참고 자료
- 온창일 외, 《6.25전쟁 60대 전투》, 황금알 2010